# Hitzepol
Koordinaten: 36° 27′ 0″ N, 116° 51′ 0″ W
Als Hitzepol wird das Gebiet eines Planeten  mit den höchsten (gemessenen) Temperaturen bezeichnet. Die Bezeichnung ist eine Analogiebildung zum Kältepol, die zusammen die Temperaturextrema bezeichnen.
Die höchsten Temperaturen treten in den mittleren Tropen auf der Nordhalbkugel der Erde auf, da die kontinuierliche tägliche Wasserverdunstung in den inneren Tropen eine dichte Bewölkung erzeugt, die extreme Temperaturschwankungen verhindert. Mehrere dieser Hitzepole bilden an ungefähr ähnlichen Isothermen den Wärmeäquator. Die Einstrahlung wirkt mit der Zeitdauer mal dem Sinus der Sonnenhöhe, und Letzterer ist in den Wüstenzonen der Erde kaum geringer als am Äquator, sodass sich der Wärmeäquator vom geografischen Äquator unterscheidet.

## Messwerte

### Höchste Einzelmessungen
Die höchste bisher meteorologisch gemessene Lufttemperatur wurde mit 56,7 °C im Death Valley in Kalifornien am 10. Juli 1913 gemessen. Der Messort Greenland Ranch wurde zwischenzeitlich zu Furnace Creek Ranch umbenannt. Allerdings ist diese alte Messung nicht unumstritten. Laut Christopher C. Burt ist die höchste zuverlässig gemessene Lufttemperatur am selben Messort am 30. Juni 2013 gemessen worden und betrug 54,0 °C. Dieselbe oder fast dieselbe Temperatur ist im 21. Jahrhundert noch mehrere Male am selben und anderen Messorten gemessen worden, was ihre Plausibilität zusätzlich stützt und einen Messfehler anders als bei der Messung von 1913 in der Summe praktisch ausschließt. Im August 2020 wurden auch an diesem Ort 54,4 °C gemessen, die dann im Juli 2021 mehrmals erreicht und am Sonntag, dem 11. Juli 2021 mit 56,7 °C nochmals übertroffen wurden. Auch nachts wurden in dieser Hitzeperiode Temperaturen von 36 °C erreicht.
Ein Messwert von 58,0 °C, der in al-ʿAzīzīya in Libyen am 13. September 1922 während eines Sandsturms aufgenommen wurde, ist inzwischen von der WMO zurückgewiesen worden.
Per Satellitenbeobachtung wurde in der iranischen Wüste Lut 2005 eine Bodenoberflächentemperatur von 70,7 °C ermittelt, aber nicht meteorologisch gemessen. Der Wert wurde ebenfalls von der WMO zurückgewiesen. Mit derselben Methode können auch in Deutschland Bodenoberflächentemperaturen von 50 °C nachgewiesen werden.

### Höchste Jahresdurchschnittstemperatur
Die höchste Jahresdurchschnittstemperatur herrscht in Dallol in Äthiopien mit 34,4 °C. Auch einige Regionen im Süden und Südwesten Asiens kommen als heißeste Orte der Erde in Frage.

## Hitzepole auf Merkur
Auf dem Planeten Merkur gibt es tatsächlich zwei gegenüberliegende Hitzepole, bedingt durch die 2:3-Resonanz zwischen Umlauf- und Rotationsperiode und der starken Exzentrizität der Merkurbahn: Nahe dem Perihel sind die Winkelgeschwindigkeiten der Orbital- und Rotationsbewegung ungefähr gleich, so dass die Sonne eine Zeit lang über dem gleichen Punkt im Zenit steht.